# عجوقة خشبية الجذور
عجوقة خشبية الجذور (الاسم العلمي:Ajuga xylorrhiza) هي نوع من النباتات تتبع جنس العجوقة من الفصيلة الشفوية.